# Starawieś
Starawieś – wieś w Polsce położona w województwie mazowieckim, w powiecie węgrowskim, w gminie Liw. Ma status sołectwa.
Wieś Starą Wieś posiadał w 1673 roku starosta warszawski i referendarz koronny Jan Dobrogost Krasiński, leżała w ziemi drohickiej województwa podlaskiego w 1795 roku. Do 1954 roku istniała gmina Stara Wieś. W latach 1975–1998 miejscowość należała administracyjnie do województwa siedleckiego. Rozporządzenie MSWiA z 2003 roku przywróciło miejscowości ze Stara Wieś na historyczną nazwę Starawieś. Na drogowskazach można także spotkać Starowieś.
Wieś jest siedzibą rzymskokatolickiej parafii św. Michała Archanioła.

## Położenie
Około 9 kilometrów na północny zachód od Węgrowa. Leży nad przepływającą tu dość szeroko rzeką Liwiec (lewy dopływ Bugu), przy dawnym trakcie handlowym prowadzącym z Łukowa przez Węgrów do Gdańska.

## Części wsi
| SIMC    | Nazwa    | Rodzaj  |
| ------- | -------- | ------- |
| 0678104 | Maciejów | kolonia |

## Historia
Pierwsze wzmianki o miejscowości pochodzą z 1473 roku, gdy wymieniana jest jako Jakimowice (Jachimowice), będące własnością Stanisława [Kossowskiego] z Kos(s)owa. W XVI wieku otrzymała nazwę Starawieś, w późniejszym czasie (od XIX wieku) pisaną rozdzielnie: Stara Wieś. W niektórych późniejszych wzmiankach (ok. 1711 roku) występuje także pod nazwą Krasny Dwór.

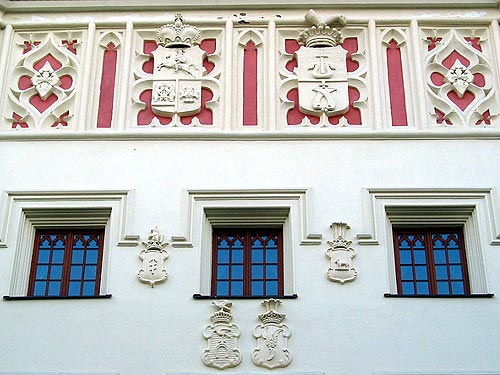
Herby właścicieli Starejwsi na elewacji pałacu

W XVI wieku wieś oraz puszcza starowiejska wchodziły w skład posiadłości węgrowskiej, należącej do możnego litewskiego rodu Kiszków. Po małżeństwie w 1593 roku hetmana polnego litewskiego Krzysztofa Radziwiłła z Elżbietą z Ostrogskich Kiszczyną przechodzi w posiadanie Radziwiłłów.
Wtedy to Węgrów otrzymał liczne przywileje, a Starawieś stała się rezydencją rodu aż do 1664 roku, w którym Bogusław Radziwiłł sprzedał ją Janowi Kazimierzowi Krasińskiemu, podskarbiemu wielkiemu koronnemu. W 1762 roku, jako wiano żony Barbary Krasińskiej przeszła na własność Michała Świdzińskiego. Następnymi właścicielami byli Ossolińscy (do 1811) i Jezierscy. W 1840 Maria Jezierska wyszła za mąż za rosyjskiego księcia Sergiusza Golicyna, który dzięki temu stał się kolejnym właścicielem Starejwsi. W 1879 dobra starowiejskie ponownie przeszły w posiadanie rodziny Krasińskich, którzy w 1905 sprzedali majątek Aleksandrowi Gerliczowi. W 1912 posiadłość została kupiona przez Macieja Radziwiłła. Ostatnimi właścicielami Starejwsi (do 1945 roku) byli Franciszek Radziwiłł i Zofia de Gren z Wodzickich Radziwiłłowa. W czasie okupacji cały majątek został zajęty przez Niemców, a po wojnie znacjonalizowany.

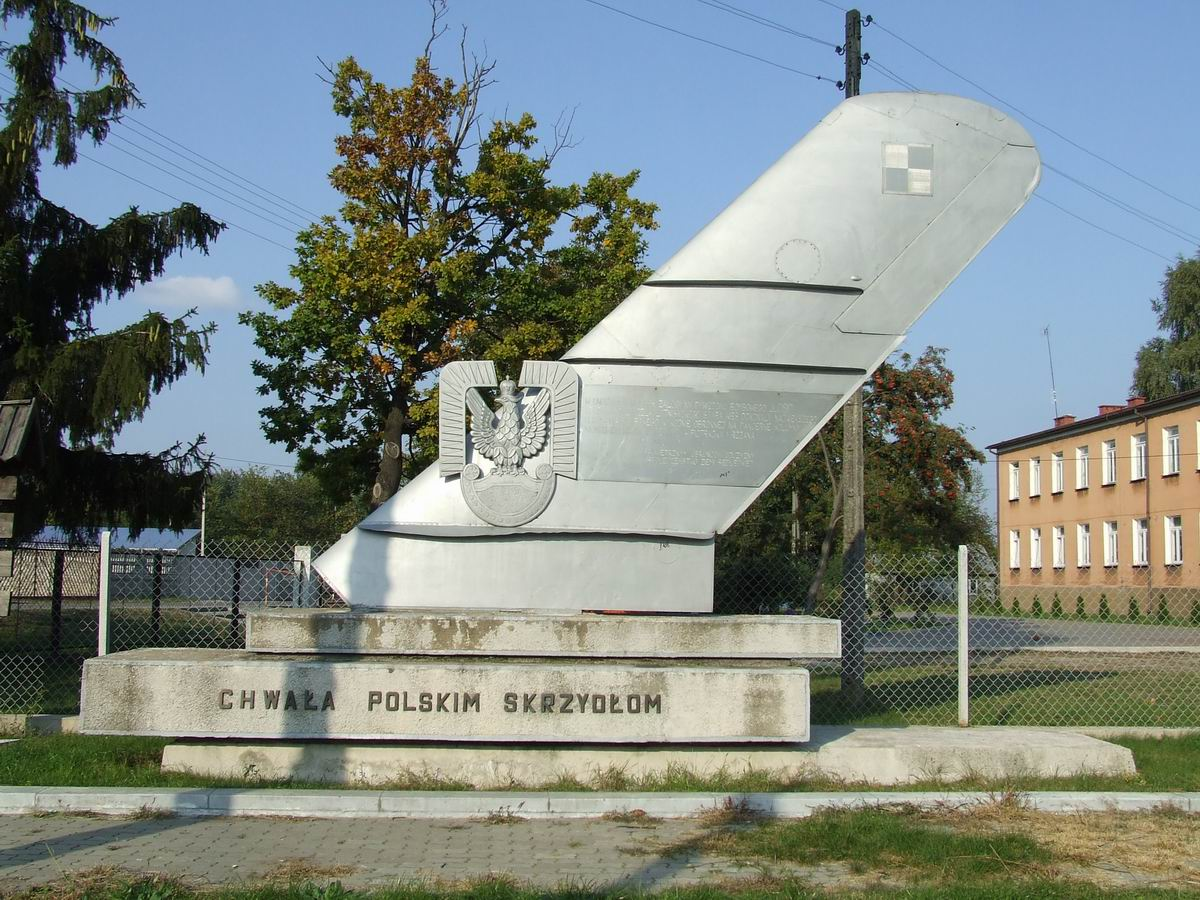
Pomnik upamiętniający naloty Łosi w 1939

W dniach 4-7 września 1939 ze znajdującego się tu lotniska polowego załogi XV Dywizjonu Bombowego na samolotach PZL-37 Łoś dokonały największego w czasie wojny obronnej nalotu bombowego na niemieckie kolumny pancerne w rejonie Piotrkowa Trybunalskiego i Różana, co upamiętnia pomnik przy drodze do Węgrowa.
10 września 1939 Starawieś została zbombardowana przez lotnictwo niemieckie. W 1944 roku wojska radzieckie splądrowały i ograbiły pałac. Po II wojnie światowej majątek przejął Skarb Państwa. W latach 70. XX wieku w zabudowaniach pałacowych przeprowadzono gruntowne prace renowacyjne i przekazano je na potrzeby reprezentacyjne NBP.

## Zabytki

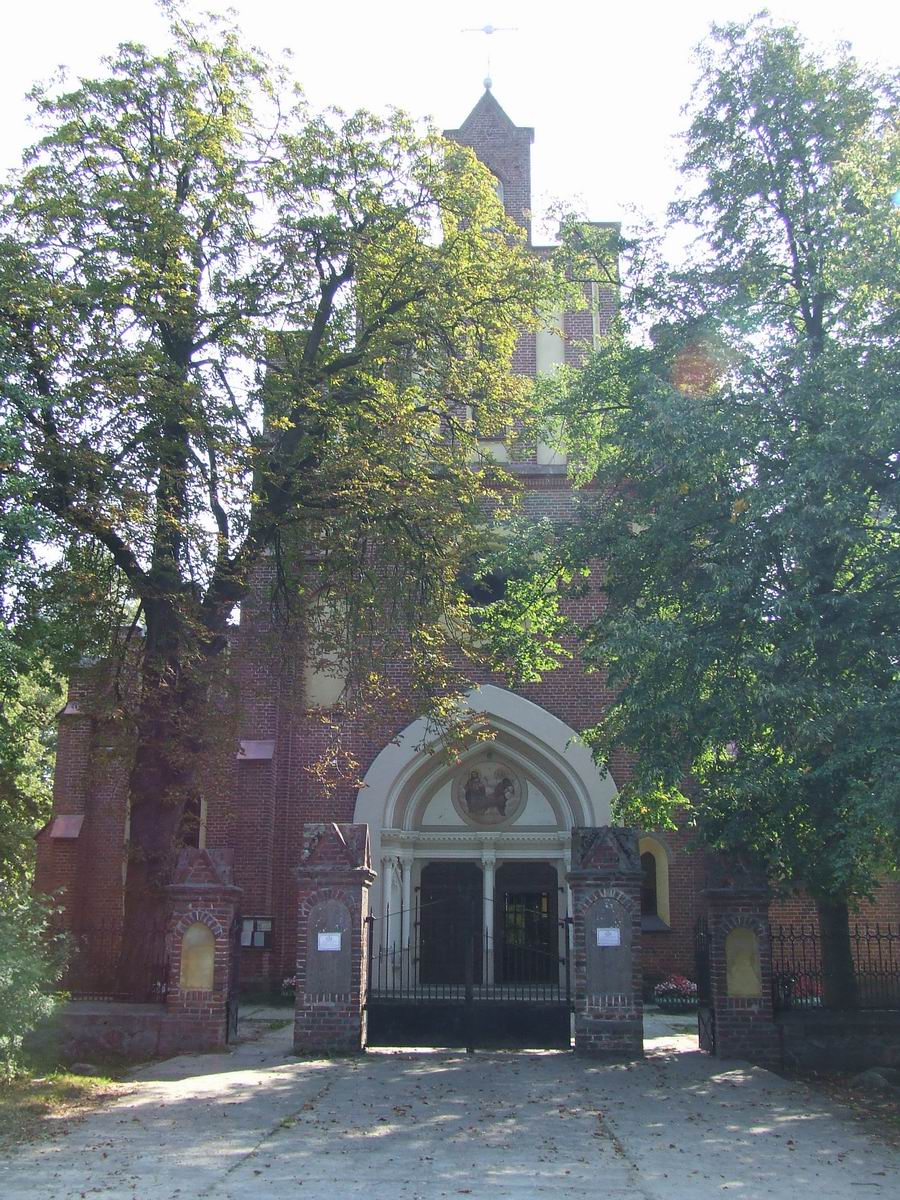
Kościół w Starejwsi

- pałac fundacji Bogusława Radziwiłła wzniesiony w latach 1655–1661 w stylu palazzo in fortezza, gruntownie przebudowany w 1843 w stylu neogotyku angielskiego dla księcia Sergiusza Golicyna, obecnie ośrodek konferencyjno-wypoczynkowy Narodowego Banku Polskiego.
- neogotycki kościół parafialny pw. św. Michała Archanioła (wybudowany w latach 1866–71, według projektu Bolesława Podczaszyńskiego, w miejscu spalonego w 1866 roku drewnianego kościoła, ufundowanego w 1717 roku przez Jana Dobrogosta Krasińskiego, ówczesnego właściciela Starejwsi, w ołtarzu głównym znajduje się obraz z XVIII wieku, przedstawiający św. Michała Archanioła, namalowany prawdopodobnie przez Szymona Czechowicza, oparty na kompozycji Guido Reniego.)
- neogotyckie zabudowania pałacowe z połowy XIX wieku: oficyna, kordegarda, brama.
- park dworski z pozostałościami obwarowań ziemnych
- drewniana organistówka z poł. XIX wieku.
- szpital (xenodochium) dla ubogich z XIX wieku.

## Starawieś oczami poetów
Piękno Starejwsi, a szczególnie starowieskiego pałacu, opiewali między innymi: Adam Mickiewicz, Bolesław Leśmian, Konstanty Ildefons Gałczyński, Julian Tuwim. Pisali o niej Juliusz Słowacki i Cyprian Kamil Norwid, a nawet Władysław Broniewski.